# Muntanyes de Gawilgarh
Gawilgarh és una serralada a les muntanyes Satpura a la regió de Berar, a Maharashtra. El seu nom deriva del poble dels gaulis.
Les muntanyes Satpura al sud del districte de Betul es divideixen en dues cadenes: una que corre per la costa occidental paral·lela al Tapti i el Narbada i una més al sud-oest que avança per Betul, cap al Melghat o plana d'Ellichpur acabant al lloc on el riu Tapti s'uneix al Purna. Al Melghat arriba a una mitjana de 1.054 metres sent el punt més alt el Bairat de 1.236 metres. Els passos principals són el Malhara a l'est, el Dulghat a l'oest i el Bhingara a l'extrem occidental.